# Kecskemét oktatási intézményeinek listája

## Óvodák
- Angyalkert Magán Óvoda (magán intézmény)
- Akadémia körúti Óvoda (önkormányzati)
- Aranykapu Óvoda (magán intézmény)
- Árpádvárosi Óvoda (önkormányzati)
- Bárányka Keresztény Óvoda (magán intézmény)
- Bíró Lajos utcai Óvoda (önkormányzati)
- BKMÖ Integrált Közoktatási Intézmény Óvodája (önkormányzati)
- Ceglédi úti Óvoda (önkormányzati)
- Csillag Óvoda (magán intézmény)
- Csillagbölcső Waldorf Óvoda (magán intézmény)
- Csongrádi utcai Óvoda (önkormányzati)
- Egyetértés utcai Óvoda (önkormányzati)
- Forradalom utcai Óvoda (önkormányzati)
- Hetényegyházi Óvoda (önkormányzati)
- Ifjúsági úti Óvoda (önkormányzati)
- Juhar utcai Óvoda (önkormányzati)
- Juhász utcai Óvoda (önkormányzati)
- Kadafalvi Óvoda (önkormányzati)
- Kecskeméti Főiskola Bocskai utcai Gyakorló Óvoda (önkormányzat)
- Kecskeméti Főiskola Kaszap utcai Gyakorló Óvoda (önkormányzati)
- Kecskeméti Hosszú utcai Művészeti Óvoda (önkormányzati)
- Kecskeméti Református Óvoda (önkormányzati)
- Kinder Ovi Németnyelvű Óvoda (magán intézmény)
- Klapka utcai Óvoda (önkormányzati)
- Lánchíd utcai Óvoda (önkormányzati)
- Mathiász János Óvoda (önkormányzati)
- Matis Kálmán utcai Óvoda (önkormányzati)
- Matkói Óvoda (önkormányzati)
- Ménteleki Óvoda (önkormányzati)
- Micimackó Óvoda (magán intézmény)
- Noé bárkája Óvoda (magán intézmény)
- Nyitra utcai Óvoda (önkormányzati)
- Széchenyi sétányi Óvoda (önkormányzati)
- Széchenyivárosi Óvoda (önkormányzati)
- Szent Imre Katolikus Óvoda (önkormányzati)
- Teknősvár Óvoda (magán intézmény)
- Waldorf Óvoda (magán intézmény)

## Általános iskolák
- Belvárosi Zrínyi Ilona Általános Iskola
  - Zrínyi Ilona Általános Iskolája
  - Kecskeméti Belvárosi Zrínyi Ilona Általános Iskola II. Rákóczi Ferenc Általános Iskolája
  - Magyar Ilona Általános Iskolája
  - Béke Általános Iskolája
  - Tóth László Általános Iskolája
  - Vörösmarty Mihály Általános Iskolája
  - Damjanich János Általános Iskolája
  - Városföldi Általános Iskolája
- Széchenyivárosi Óvoda és Általános Iskola
  - Arany János Általános Iskolája
  - Lánchíd Utcai Általános Iskolája
  - Móra Ferenc Általános Iskolája
- Kálmán Lajos Óvoda, Általános Iskola és Általános Művelődési Központ 
  - Vásárhelyi Pál Általános Iskolája
  - Kecskeméti Vásárhelyi Pál Általános Iskola és AMI - Móricz Zsigmond Általános Iskolája, Hetényegyháza
  - Ménteleki Általános Iskolája Archiválva 2016. október 4-i dátummal a Wayback Machine-ben
  - Kadafalvi Általános Iskolája Archiválva 2017. január 13-i dátummal a Wayback Machine-ben
- Corvin Mátyás Általános Iskola
  - Mátyás Király Általános Iskolája
  - Hunyadi János Általános Iskolája
  - Mathiász János Általános Iskolája Archiválva 2008. február 12-i dátummal a Wayback Machine-ben
  - Kertvárosi Általános Iskolája
- Kecskeméti Művészeti Óvoda, Általános Iskola, Középiskola és Alapfokú Művészetoktatási Intézmény
  - Kodály Zoltán Ének-zenei Általános Iskola, Gimnázium, Szakgimnázium és Alapfokú Művészeti Iskola
  - M. Bodon Pál Alapfokú Művészeti Iskolája
- Kecskeméti Református Kollégium Általános Iskola
- Piarista Általános Iskola
- Szent Imre Katolikus Óvoda és Általános Iskola Archiválva 2008. október 23-i dátummal a Wayback Machine-ben
- Csillagbölcső Waldorf Iskola

## Középiskolák

### Gimnáziumok
- Angolkisasszonyok Ward Mária Leánygimnáziuma és Kollégiuma
- Bányai Júlia Gimnázium Archiválva 2017. április 18-i dátummal a Wayback Machine-ben
- Bolyai János Gimnázium Archiválva 2018. július 27-i dátummal a Wayback Machine-ben
- Katedra Gimnázium, Informatikai és Művészeti Szakközépiskola és Kollégium
- Katona József Gimnázium és Számítástechnikai Szakközépiskola
- Kecskeméti Református Gimnázium
- Kodály Zoltán Ének-Zenei Általános Iskola, Gimnázium és Zeneművészeti Szakközépiskola
- Németh László Gimnázium
- Piarista Gimnázium

### Szakközép- és szakképző iskolák
- ÁFEOSZ Kereskedelmi, Közgazdasági Szakközépiskola
- Csányi János Szakközépiskola
- Kecskeméti Szakképzési Centrum Kada Elek Közgazdasági Szakgimnáziuma
- Katedra Gimnázium, Informatikai és Művészeti Szakközépiskola és Kollégium
- Kecskeméti Műszaki Szakképző Iskola, Speciális Szakiskola és Kollégium
  - Gáspár András Szakközépiskola, Szakiskola és Kollégium
  - Kandó Kálmán Szakközépiskola és Szakiskola
  - Speciális Szakiskola
- Kecskeméti Humán Középiskola, Szakiskola és Kollégium
  - Szent-Györgyi Albert Szakközépiskola
- Kocsis Pál Mezőgazdasági és Környezetvédelmi Szakképző iskola[1]  1. ↑  Kocsis SZKI. www.kocsis-kecskemet.sulinet.hu. [2017. március 29-i dátummal az eredetiből archiválva]. (Hozzáférés: 2017. március 28.)
- Lestár Péter Egységes Középiskola, Szakiskola és Óvoda
- Széchenyi István Idegenforgalmi, Vendéglátóipari Szakközépiskola és Szakiskola
- Szintézis Modern Tudományok Iskolája
- Szent Imre Szakközépiskola

## Főiskolák és Egyetemek
- Neumann János Egyetem Archiválva 2019. december 9-i dátummal a Wayback Machine-ben (Korábban Kecskeméti Főiskola). Négy kara van:
  - Kertészeti és Vidékfejlesztési Kar
  - GAMF Műszaki és Informatikai Kar Archiválva 2019. december 7-i dátummal a Wayback Machine-ben
  - Pedagógusképző Kar
  - Gazdaságtudományi Kar (kihelyezett kar)
- Károli Gáspár Jogi Egyetem - Állami és Jogtudományi Kar (kihelyezett tagozat)
- Liszt Ferenc Zeneművészeti Egyetem - Zenepedagógiai Kar (kihelyezett tagozat)